# Гуренко, Артём Сергеевич
Артём Серге́евич Гуре́нко (бел. Арцём Сяргеевіч Гурэнка; род. 18 июня 1994, Гродно) — белорусский футболист, полузащитник. Старший сын Сергея Гуренко.

## Клубная карьера
Воспитанник клуба «Минск». Дебютировал в высшей лиге чемпионата Беларуси в конце 2012 года — в матче против брестского «Динамо» (0:0) вышел на замену на 64-й минуте. Следующие два сезона провёл во второй команде «горожан».
В 2015 году стал игроком литовского «Тракая», где смог закрепиться в основном составе.
Зимой 2017 года после неудачного просмотра в московском «Локомотиве» перешёл в клуб «Судува», однако уже в мае покинул клуб по соглашению сторон.
В июле 2017 года вернулся в чемпионат Беларуси, подписав контракт с клубом «Слуцк». По окончании сезона разорвал контракт с командой. В феврале 2018 года подписал контракт с минским «Динамо». В первой половине сезона 2018 появлялся на поле нерегулярно, с лета стал чаще выходить в стартовом составе. В феврале 2019 года покинул клуб.
В 2019 году, по прошествии трёх лет, вновь выступал за клуб «Ритеряй» (бывший «Тракай»).
В августе 2019 года перешёл в «Витебск», где был игроком стартового состава. В январе 2021 года по окончании контракта покинул команду.
В конце января 2021 года подписал соглашение с «Ислочью».
В марте 2022 года подписал контракт с бобруйской «Белшиной». Дебютировал за клуб 2 апреля 2022 года против борисовского «БАТЭ». В июле 2022 года покинул клуб.
После ухода из бобруйского клуба сразу же появилась информация, что футболист перейдёт в казахстанский «Туран». Вскоре 23 июля 2022 года официально подписал контракт с клубом до конца сезона.
В марте 2023 года футболист вернулся в бобруйскую «Белшину». В июле 2023 года покинул бобруйский клуб, расторгнув контракт по соглашению сторон.
В июле 2023 года футболист стал игроком российской «Уфы». В сезоне-2023/24 Гуренко провел 18 игр, отличился одним голом и 4 результативными передачами, а «Уфа» заняла первое место в турнирной таблице Д3 России, получив право подняться в ФНЛ. В декабре 2024 года в опросе болельщиков клуба за звание лучшего игрока первого круга занял третье место. В сезоне-2024/25 провел 32 матча, забил 5 мячей и сделал 1 результативную передачу. По окончании сезона расстался с «Уфой».
В июле 2025 года стал игроком «Ленинградца» из третьего дивизиона России, став первым летним подписанием клуба с тех пор, как его возглавил белорусский специалист Алексей Бага.

## Карьера в сборной
С 2013 года входит в состав молодёжной сборной Беларуси, за которую в общей сложности провёл 13 матчей. Бронзовый призёр Кубка Содружества 2014.

## Достижения
«Тракай»
- Серебряный призёр чемпионата Литвы (2): 2015, 2016
- Бронзовый призёр чемпионата Литвы: 2017

«Динамо» (Минск)
- Бронзовый призёр чемпионата Беларуси: 2018